# Elberndorfer Bachtal
Koordinaten: 51° 0′ 29″ N, 8° 10′ 40″ O
Das Naturschutzgebiet Elberndorfer Bachtal liegt auf dem Gebiet der Gemeinde Erndtebrück und der Stadt Hilchenbach im Kreis Siegen-Wittgenstein in Nordrhein-Westfalen. Das Gebiet erstreckt sich westlich des Kernortes Erndtebrück und östlich der Kernstadt Hilchenbach entlang des Elberndorfer Baches.

## Bedeutung
Das etwa 81,3 ha große Gebiet wurde im Jahr 1996 unter der Schlüsselnummer SI-040 unter Naturschutz gestellt. Schutzziel ist die "Erhaltung und Entwicklung eines weitgehend naturnahen Mittelgebirgstales mit dem Ober- und Mittellauf eines unverbauten Baches und gut ausgebildeten Nass- und Feuchtwiesen, Nassbrachen, Seggenriedern und Magerwiesen als Lebensraum für eine Vielzahl von z.T. im Bestand stark gefährdeten Tier- und Pflanzenarten sowie Pflanzengemeinschaften."